# De duivelse doolhof
De duivelse doolhof is een speciaal album uit de reeks van Suske en Wiske. Het kwam uit op 4 oktober 2022. 

## Verhaal
Suske en Wiske raken gevangen in een kamer en door middel van het oplossen van raadsels kunnen ze steeds een kamer verder komen om uiteindelijk te ontsnappen.